# Phytocerum birai
Phytocerum birai är en skalbaggsart som beskrevs av Costa, Vanin, Lawrence och Ide 2003. Phytocerum birai ingår i släktet Phytocerum och familjen Cerophytidae. Inga underarter finns listade i Catalogue of Life.